# Festival acadien de Caraquet
Le Festival acadien de Caraquet a lieu en août depuis 1962 au Nouveau-Brunswick.
Il est classé parmi les 100 événements majeurs en Amérique du Nord par le palmarès de l’American Bus Association durant plusieurs années de suite. Plus de 125 000 personnes participent aux festivités, qui incluent des spectacles, des feux d'artifice, une bénédiction des bateaux et un tintamarre.
Depuis 2005, le Festival acadien de poésie est intégré au Festival acadien de Caraquet.
La cinquante-huitième édition, initialement prévue du 5 au 15 août 2020, est annulée le 25 avril, en raison de la pandémie de coronavirus.

### Filmographie
- Festival acadien de Caraquet: ici et pas ailleurs, documentaire, couleur.